# 西予市立西予市民病院
西予市立西予市民病院（せいよしりつせいよしみんびょういん）は、愛媛県西予市宇和町にある公立病院。

## 概要
2014年に西予市の中心部の旧ため池跡地に新病院を建設。9月に「西予市立西予市民病院」として開院した。
西予市は、西予市民病院の他に野村町に西予市立野村病院を運営している。

## 沿革
- 1950年12月 - 町村組合立宇和病院として開設される。
- 1954年3月 - 町村合併により、宇和町立宇和病院となる。
- 1975年11月 - 町立宇和病院新設。
- 1991年3月 - 歯科を廃止。
- 1992年4月 - 整形外科を新設。
- 1993年4月 - 泌尿器科を新設。
- 1998年5月 - 脳神経外科を新設。
- 2000年10月 - 外来院外処方開始。
- 2004年4月 - 町村合併により、西予市立宇和病院となる。
- 2014年
  - 6月 - 新病院建設工事完成。
  - 9月 - 西予市立西予市民病院が開院。
- 2016年4月 - 脳神経外科を新設。
- 2018年4月 - 事業所内保育施設と病児保育施設を併設したスマイル保育園を開設[2]。
- 2025年4月 - 指定管理者制度を導入し、公益社団法人地域医療振興協会が指定管理者として運営開始。

## 診療科目
- 内科
- 消化器内科
- 外科
- 消化器外科
- 乳腺外科
- 呼吸器外科
- 整形外科
- リハビリテーション科
- 泌尿器科（人工透析）
- 婦人科
- 皮膚科
- 麻酔科
- 放射線科
- 脳神経外科